# 孙荣民
孙荣民（1951年—），山东人，中华人民共和国政治人物、外交官。
2002年4月，任中国驻卢森堡大使。2007年，接替苑桂森担任中华人民共和国驻波兰大使。2010年，由孙玉玺接任。现任中国驻斯洛文尼亚大使。